# Delta Geminorum
Delta Geminorum (δ Geminorum, viết tắt là Delta Gem, δ Gem), chính thức đặt tên là Wasat /ˈweɪsət/, là một hệ sao ba trong chòm sao Song Tử (Gemini).

## Danh pháp
δ Geminorum (được Latin hóa thành Delta Geminorum) là định danh Bayer của hệ thống.
Nó mang tên truyền thống Wasat, bắt nguồn từ tiếng Ả Rập có nghĩa là "giữa". Vào năm 2016, Hiệp hội Thiên văn Quốc tế đã tổ chức một Nhóm công tác về tên sao (WGSN)  để lập danh lục và chuẩn hóa tên gọi cho các ngôi sao. WGSN đã phê duyệt tên Wasat cho ngôi sao này vào ngày 21 tháng 8 năm 2016 và hiện tại nó đã được đưa vào Danh lục tên sao của IAU.
Trong tiếng Trung, 天樽  (Tiān Zūn, Thiên Tôn), có nghĩa là Chén rượu trời, đề cập đến một khoảnh sao bao gồm Delta Geminorum, 57 Geminorum và Omega Geminorum. Do đó, Delta Geminorum được gọi là 天樽二  (Tiān Zūn èr, Thiên Tôn nhị). Từ tên gọi tiếng Trung này, tên gọi Ta Tsun đã xuất hiện.

## Tính chất

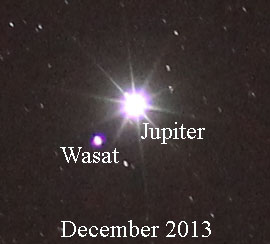
Wasat là ngôi sao sáng sau Sao Mộc. Sao Mộc sáng hơn khoảng 280 lần.

Delta Geminorum là một ngôi sao gần mức khổng lồ với phân loại sao F0 IV. Nó cách xa hệ Mặt Trời khoảng 60,5 năm ánh sáng (18,5 parsec). Ngôi sao này có khối lượng gấp 1,57 lần Mặt Trời  và tự quay nhanh với vận tốc tự quay dự kiến là 129,7 km s−1. Tuổi ước tính của nó là 1,6 tỷ năm.
Nó có cấp sao biểu kiến +3,53, cho phép nhìn thấy bằng mắt thường. Nó lệch 0,18 độ về phía nam của đường hoàng đặo nên đôi khi nó bị Mặt Trăng che khuất và hiếm khi bị một hành tinh che khuất; và bị Mặt Trời che khuất vào khoảng ngày 10-12 tháng 7. Vì thế, ngôi sao này có thể được nhìn thấy cả đêm, băng ngang qua bầu trời vào giữa tháng 1. Lần che khuất cuối cùng của một hành tinh là do Sao Thổ vào ngày 30 tháng 6 năm 1857 và lần tiếp theo sẽ là do Sao Kim vào ngày 12 tháng 8 năm 2420. Năm 1930, hành tinh lùn Sao Diêm Vương được nhà thiên văn học người Mỹ Clyde Tombaugh phát hiện lệch khoảng 0,5° về phía đông ngôi sao này.
Delta Geminorum là một hệ sao ba. Các thành phần bên trong tạo thành một sao đôi quang phổ với chu kỳ 6,1 năm (2.238,7 ngày) và độ lệch tâm quỹ đạo là 0,3530. Một ngôi sao đồng hành lớp K lạnh hơn không nhìn thấy bằng mắt thường nhưng có thể nhìn thấy rõ trong một chiếc kính thiên văn nhỏ. Nó quay quanh cặp đôi bên trong với thời gian 1.200 năm và độ lệch tâm là 0,11. Mặc dù theo  vận tốc xuyên tâm của nó thì nó đang rời xa Mặt Trời, nhưng thực sự nó đang tiến dần tới hệ Mặt Trời. Trong khoảng 1,1 triệu năm nữa, nó sẽ tới khoảng cách gần nhất với hệ Mặt Trời, khoảng 6,7 ly (2,1 pc).